# Театр военных действий, акт 2
«Театр военных действий, акт 2» — второй номерной альбом совместного проекта группы «Тризна» и Кирилла Немоляева «Фактор страха», исполненный в стиле мелодичный дэт-метал.

## Концепция альбома
На вторую пластинку «Фактора Страха» попали одиннадцать композиций, связанных единой концепцией — борьбой человека с самим собой. Альбом завершает повествование о борьбе человека с самим собой. Вокальные мелодии на этот раз получились ещё более интересными. Окончательно сформировался свой собственный стиль группы, сочетающий брутальность и пронзительную мелодику в одном флаконе.

## Список композиций
| №  | Название                | Длительность |
| -- | ----------------------- | ------------ |
| 1  | Когда ты будешь проклят | 4:11         |
| 2  | Видеть и знать          | 3:45         |
| 3  | Страх                   | 5:54         |
| 4  | Изгнанный               | 4:52         |
| 5  | Быть собой              | 5:16         |
| 6  | Слова                   | 4:29         |
| 7  | Ангел ждёт              | 4:39         |
| 8  | Террор слов             | 4:43         |
| 9  | Бег                     | 4:17         |
| 10 | Мир без правил          | 4:48         |
| 11 | P.S.                    | 3:20         |

## Участники записи

### Основной состав
- Илья Александров — вокал
- Кирилл Немоляев — вокал
- Константин Селезнёв — музыка, тексты, гитара, вокал, клавиши
- Дмитрий «Викинг» Скопин — бас, бэк-вокал
- Станислав Вознесенский — ударные

### Приглашённые музыканты
- Оливер Хольцварт (Sieges Even, Blind Guardian) — бас-гитара («Ангел ждёт»)
- Максим Самосват (Эпидемия) — бэк-вокал («Изгнанный», «P.S.»)
- Сергей Боголюбский (Слот) — лупы и семплы
- Василий Казуров (Коррозия Металла, Manic Depression) — барабаны («Видеть и знать», «Изгнанный», «Быть собой», «P.S.»)
- Владимир Ермаков — ударные
- Дмитрий Борисенков (Чёрный обелиск) — вокал («Ангел ждёт»)
- Вокальные аранжировки и мелодия — Константин Селезнёв, Кирилл Немоляев, Илья Александров
- Оформление — Лекс Плотников
- Фото — Антон Павлов, Жадина Майя
- Звукорежиссёр — Константин Селезнёв
- Запись студии «Чёрный Обелиск»